# 斯氏德州麗魚
斯氏德州麗魚為輻鰭魚綱鱸形目隆頭魚亞目慈鯛科的其中一種，分布於中美洲墨西哥Tamasopo、Gallinas及Ojo Frio河流域，體長可達40公分，棲息在溪流，屬肉食性，以昆蟲及小魚等為食，可作為觀賞魚。